# Wii U GamePad

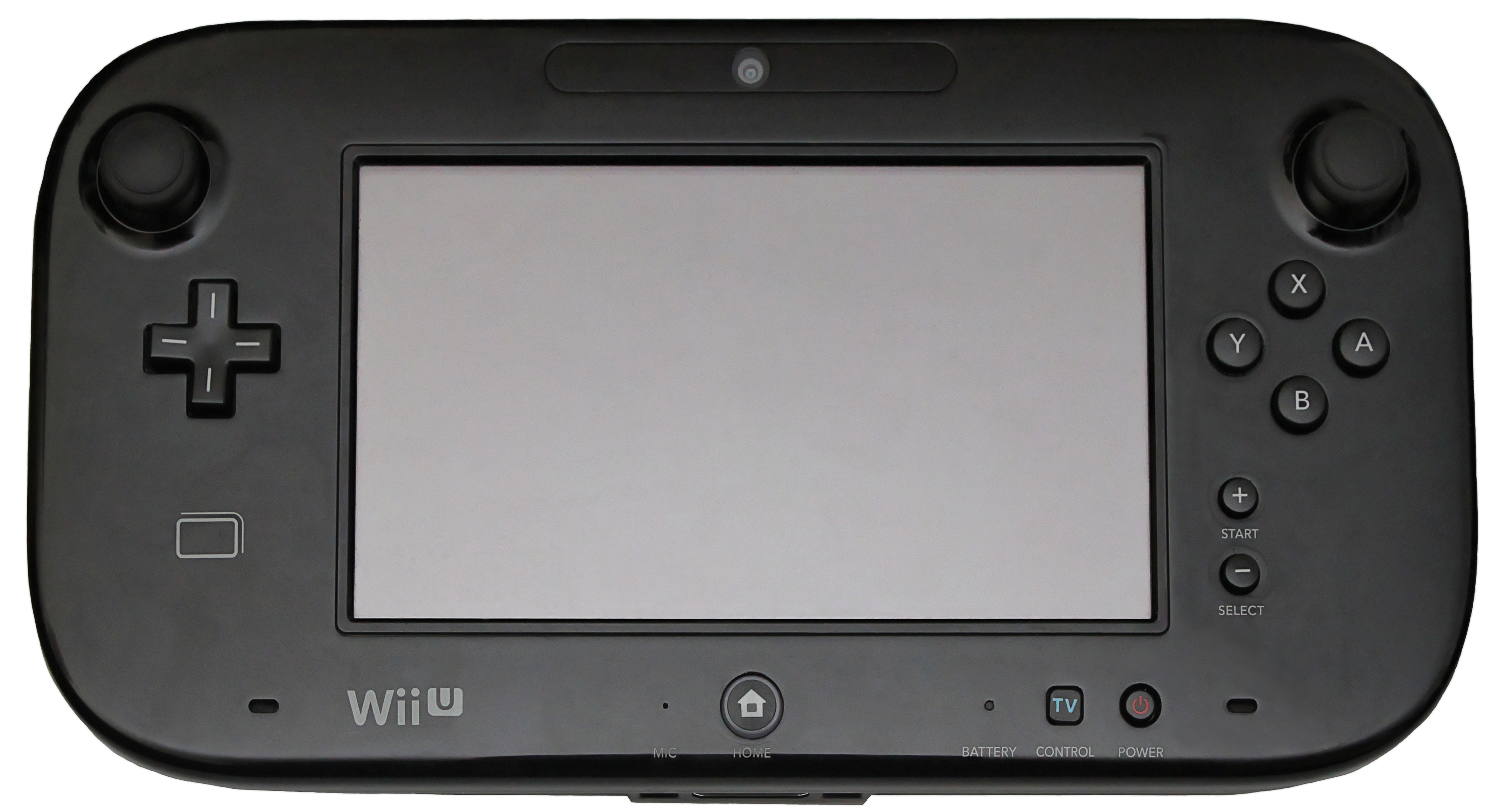
Wii U GamePad

Wii U GamePad è il controller utilizzato dal Nintendo Wii U. La caratteristica principale del controller è il touch screen resistivo da 6,2 pollici, in grado di far visualizzare le immagini video generate dal Wii U, in tempo reale, con un ritardo inferiore ad 1/60 di secondo. 

## Caratteristiche
- Giroscopio
- Sensore magnetico
- Altoparlanti stereofonici con capacità surround virtuale (opzione selezionabile nelle impostazioni della console)
- Telecamera frontale (0.3Mpx)
- Emettitore IR (funzione telecomando)
- Microfono
- Schermo touch screen capacitivo/resistivo da 6.2 pollici (15.7 cm), con risoluzione di 854×480 pixel (16:9) 158.01 DPI
- Stilo
- Barra sensore incorporata (per poter visualizzare i giochi Wii sul Gamepad è necessario aggiornare il sistema alla versione 4.0)
- Entrata cuffie da 3.5mm
- Regolatore di volume
- Entrata per caricabatterie di corrente alternata
- Bluetooth
- NFC
- Rumble (funzione di vibrazione)
- Batteria al litio estraibile ricaricabile
- Accelerometro
- Tecnologia Wireless

### Colori
- Bianco (Basic Pack)

- Nero (Premium Pack)

- Nero: The Legend of Zelda Windwaker HD (Bundle Zedla Windwaker HD Limited Edition)

### Tasti fisici del Wii U GamePad
- A
- X
- Y
- B
- Pad direzionale
- Due stick analogici, posti frontalmente a destra e a sinistra del controller, premibili per essere usati anche come tasti di gioco
- + Start
- - Select
- Home
- Power
- TV Control
- L
- R
- ZL
- ZR